# Tuscolano
Tuscolano är Roms åttonde quartiere och har beteckningen Q. VIII. Namnet Tuscolano kommer av Via Tuscolana.

## Kyrkobyggnader
- Santa Maria del Buon Consiglio a Porta Furba
- Santa Maria Immacolata e San Benedetto Giuseppe Labre
- Santa Maria Ausiliatrice
- Santi Fabiano e Venanzio
- Santi Antonio di Padova e Annibale Maria
- Santo Stefano Protomartire
- Assunzione di Maria
- San Giuseppe Cafasso
- San Gaspare del Bufalo
- Santa Giulia Billiart
- Santissimo Corpo e Sangue di Cristo
- Cappella Madonna dell'Orto
- San Filippo Neri all'Acquedotto Felice
- Cappella del Divino Amore
- San Giuseppe dell'ex-Sanatorio Bernardino Ramazzini

## Bilder
| - Santa Maria del Buon Consiglio a Porta Furba. - Santa Maria Immacolata e San Benedetto Giuseppe Labre. - Santa Maria Ausiliatrice. - Santi Fabiano e Venanzio. - Santi Antonio di Padova e Annibale Maria. |